# ステーキ・パイ
ステーキ・パイ(英語: steak pie)は英国で伝統的に食されているミートパイである。

## 概要
シチューにしたステーキと牛肉のグレイビーをパイ生地で囲んだものである。いろいろな野菜が詰め物に含まれることもある。この料理はしばしば「ステーキ・チップス」(厚く切ったポテトのフライで、牛脂で揚げることがある)と一緒に出される。
ステーキパイはフィッシュ・アンド・チップス店で買えることもあり、この場合は通常のチップス(フライドポテト)と一緒に供される。スコットランドではこれはステーキ・パイ・サパーと呼ばれる。
ステーキ・パイ・サパーは通常塩とビネガーが一緒に出てくるが、エディンバラ地域ではスピリットビネガーとブラウンソースが組み合わされ、これは単に「ソース」あるいは「チッピー・ソース」と呼ばれて人気がある。テイクアウト店ごとにそれぞれの調味料の正確な配合は異なる。

## 派生料理
オーストラリアやニュージーランドを含む世界中で各種ステーク・パイが食されている。アイルランドではギネスのスタウト、ベーコン、タマネギが入るのがふつうであり、ステーキ・アンド・ギネス・パイ、あるいは短くギネス・パイと広く呼ばれている。ステーキ・アンド・エール・パイは同じような料理でブリティッシュパブでインキがあり、ギネスのかわりに多様なエールを用いる。